# Anna Comarella
Anna Comarella, née le 12 mars 1997 à Pieve di Cadore, est une fondeuse italienne. Elle est specialiste des courses de distance.

## Biographie
Membre des Fiamme Oro, elle apparaît dans les competitions junior de la FIS lors de la saison 2013-2014, où elle gagne deux courses à Gressoney et prend part à son premier championnat du monde junior à Val di Fiemme. Lors de l'édition 2015 des Championnats du monde junior, à Almaty, elle se rapproche vers le haut de classement avec une douzième place en sprint et une quatorzième au cinq kilomètres. Un an plus tard, aux mondiaux junior à Rasnov, elle frôle le podium, finissant quatrième du dix kilomètres libre.
Lors de la saison 2016-2017, Comarella accumule les victoires en junior, tandis qu'elle décroche sa première médaille aux Championnats du monde de la catégorie, avec l'argent au relais, même si elle se classe encore deux fois quatrième au skiathlon et au cinq kilomètres.
L'hiver 2017-2018 voit Comarella faire ses débuts dans la Coupe du monde à Toblach (57e) et la Coupe OPA, où elle signe un premier podium au skiathlon de Campra. Après dse bons résultats aux Championnats du monde des moins de 23 ans, à Goms (7e et 9e notamment), elle obtient son ticket pour les Jeux olympiques à Pyeongchang, s'y classant 37e du skiathlon, 34e du trente kilomètres classique et neuvième avec le relais.
En février 2019, elle marque ses premiers points pour la Coupe du monde avec une 22e sur le dix kilomètres classique à Cogne. Dans la foulée, l'Italienne court les Championnats du monde à Seefeld, où elle finit 17e du skiathlon, 28e du dix kilomètres classique et septième du relais. Elle enchaîne avec une seizième place au trente kilomètres classique à Holmenkollen.
En 2019-2020, elle parvient à achever le Tour de ski, prenant la 18e place et remporte une médaille de bronze en relais aux Championnats du monde des moins de 23 ans à Oberwiesenthal.
En 2021, ses résultats restent similaires, améliorant son meilleur résultat tout de même dans l'élite avec une douzième place sur une étape du Tour de ski, le dix kilomètres libre à Toblach. Pour finir la saison, elle gagne le titre national sur dix kilomètres.

## Palmarès

### Jeux olympiques d'hiver
| Épreuve / Édition   | Sprint                           | Sprint    | 10 km | 10 km                            | Skiathlon 2 × 7,5 km | 30 km | Relais | Relais   |
| Épreuve / Édition   | libre                            | classique | libre | classique                        | Skiathlon 2 × 7,5 km | 30 km | Sprint | 4 × 5 km |
| JO 2018 Pyeongchang | Épreuve inexistante à cette date | -         | -     | Épreuve inexistante à cette date | 37e                  | 34e   | -      | 9e       |

Légende :
- : pas d'épreuve
- — : Non disputée par Comarella

### Championnats du monde
| Épreuve / Édition        | Sprint                           | Sprint                           | 10 km                            | 10 km                            | Skiathlon 2 × 7,5 km | 30 km | Relais | Relais   |
| Épreuve / Édition        | libre                            | classique                        | libre                            | classique                        | Skiathlon 2 × 7,5 km | 30 km | Sprint | 4 × 5 km |
| Mondiaux 2019 Seefeld    | -                                | Épreuve inexistante à cette date | Épreuve inexistante à cette date | 28e                              | 17e                  | -     | -      | 7e       |
| Mondiaux 2021 Oberstdorf | Épreuve inexistante à cette date | -                                | 31e                              | Épreuve inexistante à cette date | 21e                  | -     | -      | -        |

Légende :
- : pas d'épreuve
- — : Non disputée par Comarella

### Coupe du monde
- Meilleur classement général : 33e en 2021.
- Meilleur résultat individuel : 12e.

#### Classements en Coupe du monde
| Année     | Classement général final | Classement distance | Classement sprint |
| 2018-2019 | 80e                      | 61e                 |                   |
| 2019-2020 | 48e                      | 33e                 |                   |
| 2020-2021 | 33e                      | 28e                 |                   |

### Championnats du monde junior
Soldier Hollow 2017 :
- -  Médaille d'argent sur le relais.

Oberwiesenthal 2020 :
- -  Médaille de bronze sur le relais.

### Coupe OPA
- 9e du classement général en 2018.
- 8 podiums individuels, dont 1 victoire.